# Люсія Санчес Саорніль
Люсі́я Са́нчес Саорніль (ісп. Lucía Sánchez Saornil; 13 грудня 1895, Мадрид — 2 червня 1970, Валенсія, Іспанія) — іспанська поетеса, активна анархістка і феміністка. Відома як одна із засновниць організації Вільні жінки, а також роботою в Національній конфедерації праці (CNT) та Інтернаціональній антифашистській солідарності (SIA).

## Ранні роки життя
Вихована збіднілим і овдовілим батьком, Люсія відвідувала Королівську академію витончених мистецтв Сан-Фернандо. В юності почала писати вірші і приєдналася до нового літературного напрямку — ультраїзму. До 1919 року її роботи опублікували різні видання, серед яких Los Quijotes, Tableros, Plural, Manantial і La Gaceta Literaria. Вона працювала під чоловічим псевдонімом, що дозволило їй зачіпати теми, що стосуються лесбійок, тоді як гомосексуальність була об'єктом цензури і покарання.

## Політична активність
1931 року Люсія Санчес Саорніль, яка працювала телефонним оператором від 1916 року, брала участь у страйку, організованому анархо-синдикалістським робочим об'єднанням, Національною конфедерацією праці (CNT), проти компанії Telefónica. Ця подія стала поворотною точкою в її житті, підштовхнувши до політичної діяльності. З цього моменту Люсія вступила в боротьбу за анархічну соціальну революцію.
1933 року Люсію призначено секретарем Мадридського відділення CNT, вона випускала їхні журнали до початку Громадянської війни в Іспанії. У травні 1938 року вона стає генеральним секретарем Інтернаціональної антифашистської солідарності (SIA), анархістської організації, подібної за функціями до Червоного Хреста, що надає допомогу і підтримку.
Друкуючись в анархістських виданнях, таких як Tierra y Libertad, Solidaridad Obrera тощо, Люсія висловлює свою феміністичну точку зору. Хоч вона не висловлюється різко про контроль народжуваності, проте засуджує поділ за статевою ознакою в іспанському суспільстві. Таким чином, Люсія зміцнила свій статус найрадикальнішої анархістки, яка відкидає образ жінки-домробітниці. У серії статей для Solidaridad Obrera, вона з розмахом спростовує визначення материнства як ядра жіночої ідентичності, яке висунув Грегоріо Мараньйон.

### Організація «Вільні жінки»

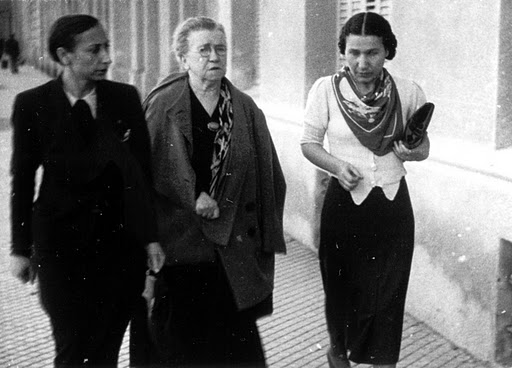
Люсія Санчес Саорніль (ліворуч) і Емма Гольдман (у центрі)

Незадоволені шовіністичними забобонами соратників з Республіканської партії, Люсія Санчес Саорніль і її дві союзниці, Мерседес Комапосада і Ампаро Поч, створили 1936 року організацію «Вільні жінки». Це була автономна анархістська організація, до якої входили прихильниці «подвійної боротьби» за жіночу свободу і соціальну революцію. Люсія та інші «вільні жінки» заперечували домінівну думку, що статева рівність у безкласовому суспільстві має виникнути природним чином. Як тільки спалахнула громадянська війна, число учасників організації зросло до 30 000, і вони почали організовувати жіночі соціальні простори, школи, газети і програми дитячих садків.
1937 року, працюючи у Валенсії редакторкою журналу Umbral, Люсія познайомилася з Америкою Баррозо, яка стала її партнеркою на все життя.

## Вигнання і переховування
З поразкою Другої республіки Люсія і Америка мусили рятуватися втечею в Париж, де Люсія продовжила свою участь у SIA. З капітуляцією Франції перед німецькими військами довелось знову виїхати, і 1941 року вони повернулися в Мадрид.
У Мадриді Люсія працювала фоторедактором, але їй знову довелося поміняти місце проживання після того як у ній упізнали партизанку-анархістку. Вона з Америкою вирушили до Валенсії, де жила сім'я Америки. Через поширення фашизму і католицького моралізму їхній зв'язок став для них небезпечним, тому вони приховували свої стосунки. Протягом цього часу Америка працювала в аргентинському консульстві, а Люсія продовжувала працювати редактором до своєї смерті від раку молочної залози 1970 року. В її поезії того періоду звучать її думки про страх поразки і здатність продовжувати боротьбу. Люсія не залишила автобіографічних записів.
В епітафії на надгробку Люсії сказано: «Чи правда, що надія померла?» («¿Pero es verdad que la esperanza ha muerto?»).

## Особисте життя
Люсія Санчес Саорніль була лесбійкою. Вона познайомилася зі своєю партнеркою Амерікою Баррозу в 1937 році коли почала працювати в газеті «Умбрал». Її лесбійський статус не був широко відомий до 1980-х років, хоча вона писала під чоловічим псевдонімом під час Другої республіки, захищаючи лесбійське бажання. Ті, хто працював з нею в «Mujeres Libres» у цей період, казали, що Санчес ніколи не приховувала від них, що вона лесбійка, і що її стосунки з Америкою Баррозу були добре відомі.